# Lucarré
Lucarré is een gemeente in het Franse departement Pyrénées-Atlantiques (regio Nouvelle-Aquitaine) en telt 60 inwoners (2009). De plaats maakt deel uit van het arrondissement Pau.

## Geografie
De oppervlakte van Lucarré bedraagt 3,3 km², de bevolkingsdichtheid is dus 18,2 inwoners per km².
De onderstaande kaart toont de ligging van Lucarré met de belangrijkste infrastructuur en aangrenzende gemeenten.

## Demografie
Onderstaande figuur toont het verloop van het inwonertal (bron: INSEE-tellingen).